# 三平峠
三平峠（さんぺいとうげ）は、群馬県利根郡片品村にある峠である。別名尾瀬峠。

## 概要
- 標高は約1760mである。
- 整備状況は登山道程度。
- 尾瀬沼のすぐ南側に位置する。
- 利根川水系と阿賀野川水系の分水嶺となっている。
- 峠付近に、尾瀬沼から片品川水系への発電用の地下導水路がある。